# 今尾文昭
今尾 文昭（いまお ふみあき、1955年10月15日 - ）は、日本の考古学者。

## 来歴
兵庫県尼崎市生まれ。1974年同志社高等学校卒業。1978年同志社大学文学部文化学科文化史学専攻卒業。奈良県立橿原考古学研究所総括研究員。2008年「律令期陵墓の成立と都城」で奈良大学より博士（文学）を取得。

## 著書
- 『古代日本の陵墓と古墳 2 律令期陵墓の成立と都城』青木書店、2008年
- 『古代日本の陵墓と古墳 1 古墳文化の成立と社会』青木書店、2009年
- 『ヤマト政権の一大勢力・佐紀古墳群』新泉社〈シリーズ「遺跡を学ぶ」〉、2014年

### 共著
- 『天皇陵古墳を考える』白石太一郎編、高橋照彦・森田克行共著、学生社、2012年

## 参考
- ISBN 978-4-250-20916-1